# Mantispa gulosa
Mantispa gulosa är en insektsart som beskrevs av Taylor 1862. Mantispa gulosa ingår i släktet Mantispa och familjen fångsländor. Inga underarter finns listade i Catalogue of Life.